# İbrahim Toraman
İbrahim Toraman, né le 20 novembre 1981 à Sivas, est un footballeur international turc évoluant au poste de défenseur.
Il commence comme amateur à Sivas DSI Spor pendant 6 ans.
Avec cette équipe, il est élu 2e meilleur joueur de toutes les divisions amateurs de Turquie. Il a aussi joué professionnellement à Gaziantepspor pendant 7 ans.
Il se trouvait aussi dans la liste de transfert de grands club mais est transféré au Besiktas pour lequel il signe 3 ans.
De temps en temps, il se fait remarquer en marquant de la tête mais aussi en écartant des buts.
Il a aussi joué en équipe nationale turque.
İbrahim Toraman signe jusqu'à la fin de la saison 2012-2013 un nouveau contrat de 3 ans. Il gagnera 2 000 000 de TL pour la saison la saison 2010-2011 et 28 750 par match; 1 800 000 de TL pour la saison la saison 2011-2012 et 39 000 par match; 1 850 000 de TL pour la saison la saison 2012-2013 et 40 375 par match.

## Palmarès
- Coupe de Turquie de football en 2009 au Beşiktaş JK[2]
- Championnat de Turquie de football en 2008-2009 avec Beşiktaş JK[3]